# Цзен Шенґуан
Цзен Шенґуан (кит.: 曾聖光, Аміс: Sincyang Diway) також відомий як Джонатан Цзен (англ. Jonathan Tseng; 12 вересня 1997, Тайвань — 2 листопада 2022, Кремінна, Україна) — тайванський і український військовик.

## Біографія
Цзен народився в тайванській корінній сім'ї народу Сакідзая в повіті Хуалянь, що на сході Тайваню. Сакідзая — один з австронезійських народів, що є корінним населенням острова. Останні Сакідзая, які вижили після расової чистки, знайшли притулок серед народу аміс на 129 років, доки не отримали офіційного визнання і відновлення свого етнічного статусу у 2007 році.
Пізніше батьки Цзена емігрували до Белізу, але розлучилися, і мати повернула його на Тайвань. Коли він повернувся на Тайвань, він вивчив англійську, іспанську, аміс і тайванський діалект мови мандарин.
У 2015 році закінчив середню школу «Szu Wei Senior High School» в місті Хуалянь, Тайвань. У 2017/21 роках служив піхотинцем збройних сил Тайваню.
19 червня 2022 року вступив до лав 49-го окремого стрілецького батальйону «Карпатська Січ». Учасник Російсько-української війни. Загинув у бою.

## Сім'я
Був одружений, мав одну дитину.

## Нагороди та відзнаки
- Нагороджений орденом «За мужність» ІІІ ступеня[8]